# وليام زوكرمان
ويليام زوكرمان (William Zuckerman) (1885-1961) هو صحفي أمريكي يهودي، ولد في بالي أوف ستيليمنت- بريست ليتوفسك، الإمبراطورية الروسية (بريست، بيلاروسيا حاليًا) في عام 1885. وجاء إلى الولايات المتحدة في عام 1902 والتحق في نهاية المطاف بجامعة شيكاغو. كان مديرًا لمكتب شيكاغو لصحيفة جويش ديلي فوروارد، وأسس المكتب الأوروبي لصحيفة مورنينج جورنال في لندن، حيث أمضى معظم فترة ما بين الحربين العالميتين، وعاد إلى نيويورك بعد وقت قصير من اندلاع الحرب العالمية الثانية. وفي عام 1948، أسس النشرة الإخبارية اليهودية التي كانت تتباهى بهيئة تحرير متميزة، وظل محررًا لها حتى وفاته عام 1961.

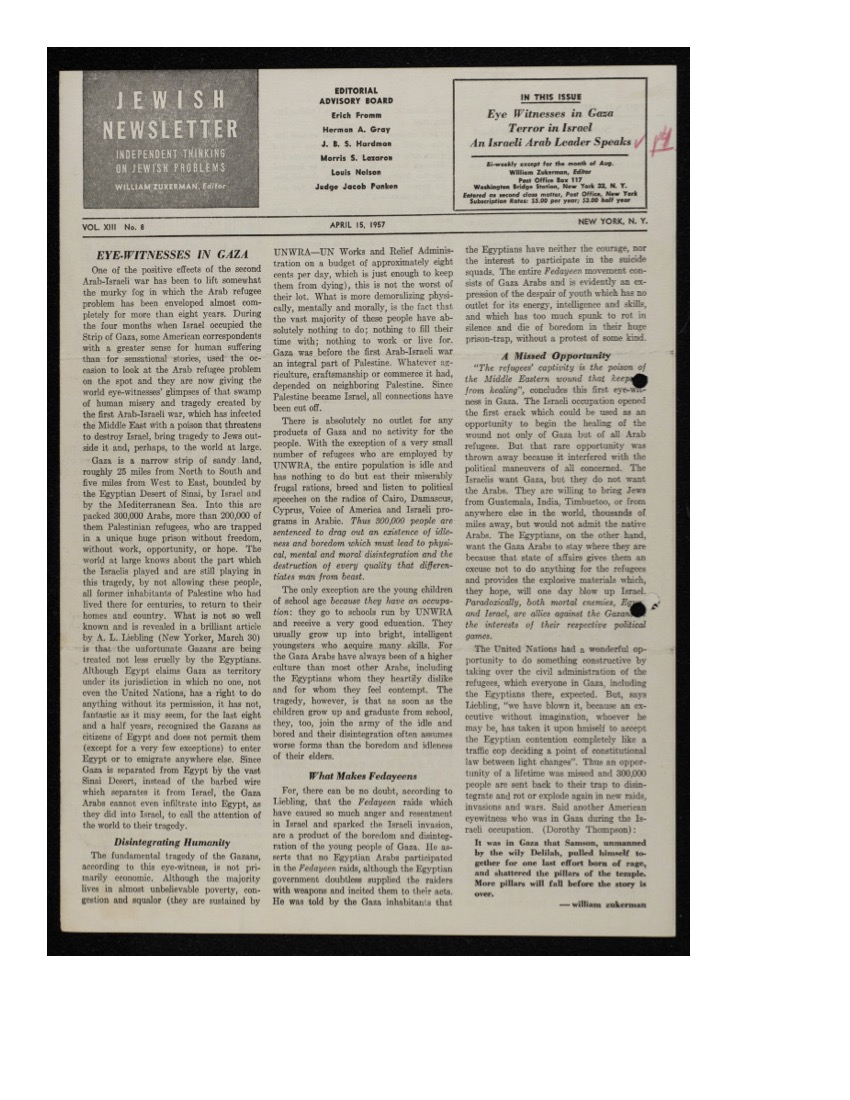

عاش زوكرمان في بالي أوف ستيليمنت ذلك الجزء من الإمبراطورية الروسية الذي كان اليهود محصورين فيه إلى حد كبير، وهو مكان للفقر والمذابح. تمكنت عائلته من الفرار، وهاجرت إلى أمريكا في عام 1900.

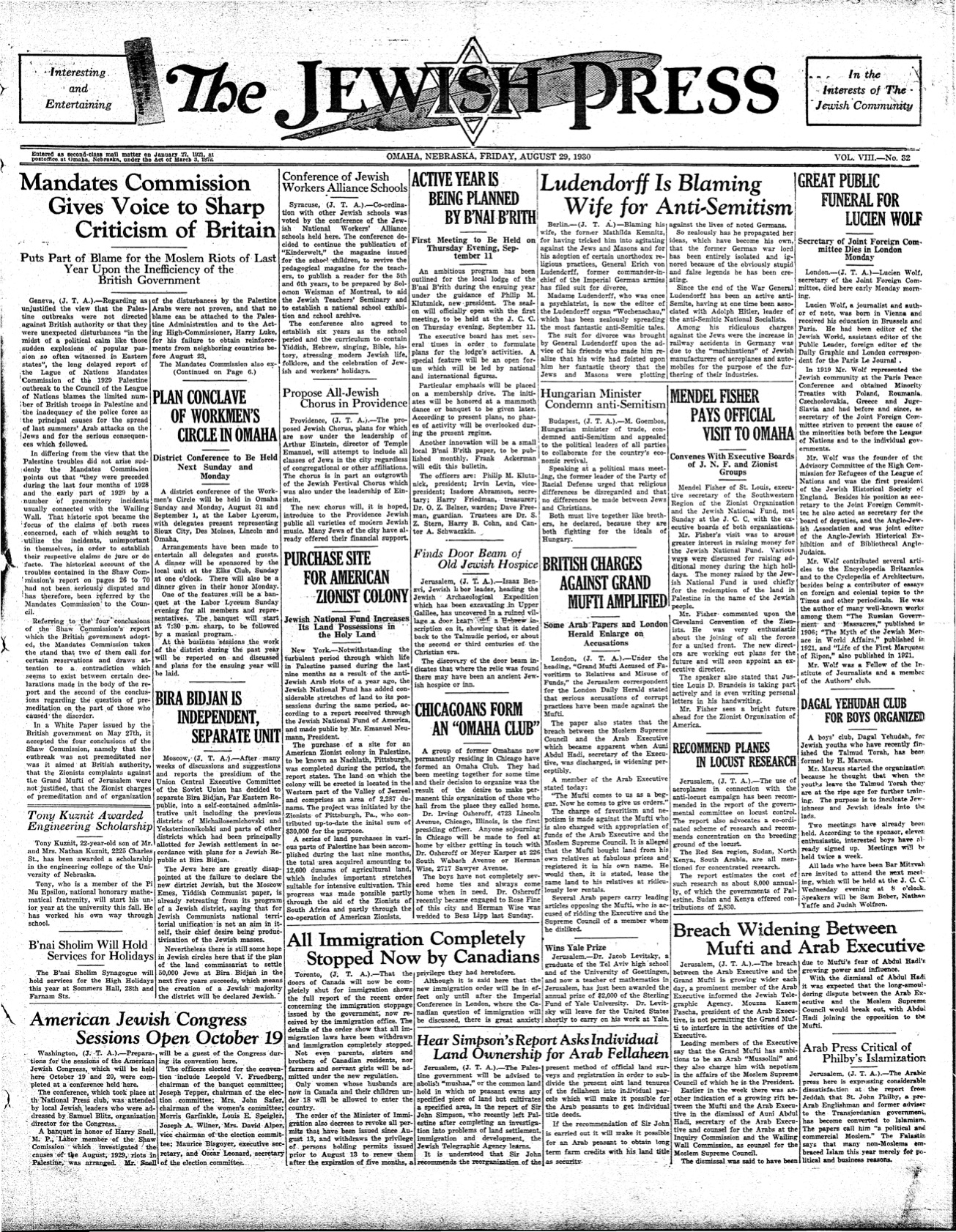

خلال الحرب العالمية الأولى، عاد زوكرمان إلى أوروبا للعمل مع مؤسسة خيرية لمساعدة الجنود اليهود الأمريكيين. وفي وقت لاحق، استقر في لندن، وأنشأ المكتب الأوروبي لصحيفة: جريدة الصباح اليهودية (Der Morgen zshurnal)، وهي صحيفة يديشية أمريكية مؤثرة. وفي عام 1948، بعد عودته إلى أمريكا، أسس النشرة الإخبارية اليهودية، تمامًا كما ولدت دولة إسرائيل الجديدة. تم نشر أعمدة زوكرمان في عشرات الصحف اليهودية وأصبح مراسل نيويورك لصحيفة يهودية بريطانية.
ربما كان من الممكن أن تحتضن المؤسسة اليهودية زوكرمان كشخصية عامة نموذجية، ولكن لمشكلة واحدة. وكان ينتقد سياسات الدولة اليهودية المنشأة حديثًا، وخاصة تجاه اللاجئين الفلسطينيين، الذين فر مئات الآلاف منهم أو طردوا وأصبحوا الآن ممنوعين من العودة. وكتب زوكرمان: “إن الأرض التي تسمى الآن إسرائيل، تنتمي إلى اللاجئين العرب بقدر لا يقل عن أي إسرائيلي”.
أثارت دفاع زوكرمان عن اللاجئين الفلسطينيين، قلق الدبلوماسيين الإسرائيليين الذين نجحوا في تنظيم حملة خلف الكواليس لمنع نشر أعماله في الصحافة اليهودية. ابتهج أحد المسؤولين قائلًا: "إن حث صحيفة جويش كرونيكل على الاستغناء عن خدمات السيد زوكرمان يعني تحقيق بلوغ حقيقي".

## الرقابة والمعارضة: القصة المنسية لوليام زوكرمان

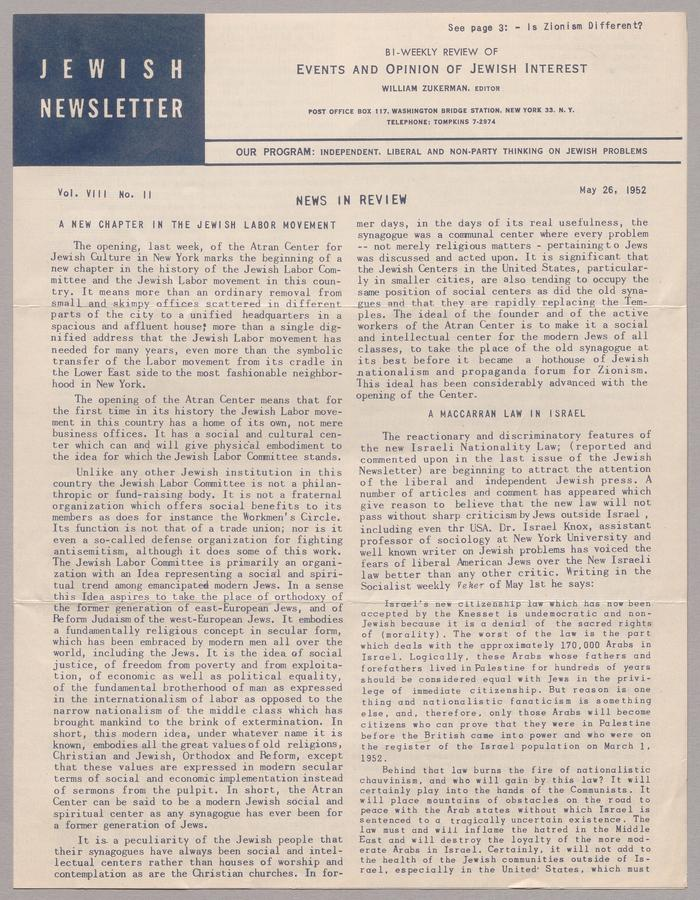

وقد تم إسكات الصحفي اليهودي البارز ويليام زوكرمان، بسبب انتقاده لسياسات إسرائيل تجاه اللاجئين الفلسطينيين. تسلط هذه القصة المنسية عن المحو والرقابة الضوء على تهميش المعارضة اليهودية في أمريكا بعد إنشاء إسرائيل والجدل الدائر حول ما يعنيه أن تكون يهوديًا في سياق الصراع الإسرائيلي الفلسطيني.

## صوت مكتوم
وفي أعقاب تأسيس إسرائيل المضطربة، برز زوكرمان كصوت يهودي بارز ينتقد سياسات الدولة الجديدة تجاه اللاجئينالفلسطينيين. لكن دفاعه عن الحقوق الفلسطينية أثبت أنه خط أحمر بالنسبة للدبلوماسيين الإسرائيليين. وفي حملة من وراء الكواليس، نظموا مقاطعة صامتة ولكن فعالة، لضمان عدم ظهور أعمال زوكرمان على صفحات الصحافة اليهودية.
هذه الرواية المرعبة هي واحدة من روايات عديدة وردت في كتاب جيفري ليفين الأخير، "قضيتنا الفلسطينية". يتعمق الكتاب في التاريخ المنسي للمعارضة اليهودية في أمريكا بعد إنشاء إسرائيل، ويسلط الضوء على التهميش المنهجي للأصوات التي تجرأت على التشكيك في الرواية الصهيونية.

### "غير اليهود"
وقد تم استخدام مصطلح "غير اليهود" كسلاح ضد أولئك الذين يعتبرون منتقدين للغاية لإسرائيل أو الصهيونية. وهذه التسمية، المحملة بأهمية تاريخية وثقافية، تحمل ثقل النبذ والإقصاء. إن ممارسة النبذ الرسمي، وخاصة المترسخة في ألمانيا، هي بمثابة تذكير صارخ بالعواقب التي يواجهها أولئك الذين يجرؤون على المعارضة.

### إعلان
إن محو المعارضة اليهودية ووصم النقاد بأنهم "غير يهوديين" أو حتى معاديين للسامية هو موضوع لا يزال يتردد صداه في المناقشات المعاصرة. وبينما تتصارع المجتمعات اليهودية حول كيفية الرد على هجمات حماس والتصرفات الإسرائيلية في غزة، فإن السؤال حول ماذا يعني أن تكون يهودياً، وحدود الانتقاد المقبول، يلوح في الأفق كثيرًا.

## تاريخ ويليم
إن قصة ويليام زوكرمان والتاريخ الأكبر للمعارضة اليهودية في أمريكا بمثابة محك حاسم في هذه المحادثات المستمرة. إنها تقدم تذكيرًا مؤثرًا بتنوع وجهات النظر اليهودية حول الصهيونية والقضية الفلسطينية، مما يتحدى فكرة الموقف اليهودي المتجانس.
وبينما نتعامل مع تعقيدات الحاضر، فإن الدروس المستفادة من هذا التاريخ المنسي توفر رؤى قيمة. وهم يؤكدون على أهمية تعزيز الحوار المفتوح، واحتضان المعارضة، ومقاومة الرغبة في إسكات الأصوات التي تجرؤ على التشكيك في الوضع الراهن.
في سجلات الصحافة الأمريكية، تعد قصة ويليام زوكرمان بمثابة تذكير صارخ بقوة الرقابة والتكلفة الدائمة للمعارضة. يتردد صدى صوته الصامت عبر التاريخ، ويتردد صداه في مناقشات اليوم ويقدم درسًا مؤثرًا حول أهمية حرية التعبير والحوار المفتوح.
إن تسمية "غير اليهود"، التي كانت تستخدم في السابق للوصم والنبذ، أصبحت الآن بمثابة شهادة على صمود المنشقين اليهود. قصصهم، المنسية منذ زمن طويل، هي بمثابة منارة، تنير الطريق نحو فهم أكثر شمولاً ودقة لما يعنيه أن تكون يهوديًا في مواجهة الصراع الإسرائيلي الفلسطيني.